# Joseph Loeckx
Joseph Franz Hedwig Loeckx (Drogenbos, Bélgica; 4 de mayo de 1937-Gers, Francia; 7 de febrero de 2023) fue un dibujante de cómics belga. Trabajó bajo el seudónimo de Jo-El Azara. Las series importantes en las que trabajó incluyen Clifton y Taka Takata.

## Biografía
Loeckx nació en Drogenbos, Brabante flamenco, cerca de Bruselas, Bélgica, el 4 de mayo de 1937.
Loeckx a veces se conoce como Joseph-R. Loeckx por error. Durante su vida laboral, primero usó el seudónimo de Jo-El, luego Ernest, y luego trabajó como Jo-El Azara, nombre bajo el cual ha dibujado la mayoría de sus cómics.
Después de una larga carrera de trabajo con los grandes nombres de los cómics belgas y franceses, incluidos Hergé, Macherot y Uderzo, participó activamente en la publicación de sus propios álbumes Taka-Takata bajo su sello Azéko.
Loeckx vivía en el sur de Francia, cerca de los Pirineos. Su pareja de toda la vida, Josette Baujot, falleció el 13 de agosto de 2009. Murió el 7 de febrero de 2023, a la edad de 85 años.